# Pete St. John
Pete St. John (auch Pete St John, bürgerlicher Name: Peter Mooney; * 31. Januar 1932 in Inchicore, einem Stadtteil von Dublin, Irland; † 12. März 2022 in Dublin) war ein irischer Folk-Musiker und Songwriter.

## Erste Lebenshälfte
Pete St. John kam erst verhältnismäßig spät zu seiner Musikerkarriere. Geboren als ältestes von sechs Kindern seiner Eltern Tommy und Lottie Mooney, besuchte er die Scoil Muire Gan Smál und die Katholische Knabenschule Synge Street CBS. Sein Vater war Arbeiter bei der Smithfield Motor Company, die Mutter war Klavierspielerin und motivierte Pete St. John schon auf der Schule am Musikunterricht teilzunehmen. Mit 16 Jahren verließ er die Schule und absolvierte eine Lehre als Elektriker in Limerick. Weil es Mitte der 1950er Jahre nicht leicht war, in Dublin Arbeit zu finden, wanderte er 1958 nach Ontario, Kanada, aus. Nach sechs Monaten, in denen er jede Arbeit annahm, die ihm angeboten wurde, lernte er eine Frau namens Gert Gorman kennen, die ein Elektrounternehmen in den USA besaß. Sie und ihr Mann unterstützten ihn darin, nach Washington, D.C. zu ziehen, wo er als Elektriker arbeiten konnte. Er engagierte sich zudem in der amerikanischen Friedens- und der Bürgerrechtsbewegung. Pete St. John heiratete Susan (Susie) Bourke, die aus einer Dubliner Theaterfamilie stammte und Kontakte zum Gaiety und zum Olympia hatte. Er blieb mit ihr bis zu ihrem Tod 2010 zusammen. 1970 zog die Familie mit den beiden Söhnen Kieron und Brian zurück nach Irland und ließ sich in der Collins Avenue im Norden von Dublin nieder.

## Karriere als Texter und Komponist
Zu sehen, wie sich seine Heimatstadt während seiner Abwesenheit verändert hatte, inspirierte Pete St. John dazu, Lieder zu schreiben. Er wählte in dieser Zeit den Künstlernamen St. John, der ihm auf der katholischen Schule gegeben worden war, als es noch üblich war, allen Schülern Heiligennamen zuzuweisen. 1975 betrieb er ein Theater in der Marlborough Street, als er bei der Reparatur einer Alarmanlage an der Außenseite des Gebäudes aus dem ersten Stock fiel und sich einen Ellenbogen und die Hüfte brach. Während der sechs Monate, in denen er sich davon im Krankenhaus erholen musste, begann er damit, Lieder zu texten und zu komponieren.
Bereits sein erster Titel wurde ein voller Erfolg. Mit dem Song (Dublin In) The Rare Auld Times, in dem er seine Gefühle beim Anblick der völlig veränderten Stadt beschreibt und sie mit seinen Erinnerungen vergleicht, traf er den Geschmack des Publikums. Nachdem die Dublin City Ramblers den Song zuerst eingespielt hatten, verhalf ihm Danny Doyle mit seiner Version 1978 zum Durchbruch: The Rare Auld Times erreichte Platz 1 der irischen Charts und blieb 12 Wochen lang an der Spitze.
Auch sein zweiter Titel wurde ein Erfolg. 1979 war es erneut Danny Doyle, der Pete St. Johns Song Fields of Athenry in die Top Ten der irischen Charts brachte. Vier Jahre später veröffentlichte Paddy Reilly den Titel erneut und schaffte es, mit Platz 4 als höchster Positionierung, den Song von 1983 bis 1984 für 72 Wochen in den irischen Charts zu halten. Der Song handelt von einem Mann, der zur Zeit der Hungersnot 1845 bis 1849 nach Botany Bay in Australien deportiert wird, weil er Korn gestohlen hatte, um seine Familie am Leben zu erhalten. Trotzdem wurde der Song eine Sporthymne, die von den Fans unter anderem bei Spielen der irischen Fußball- und Rugby-Nationalmannschaft sowie von Celtic Glasgow gesungen wird. Pete St. John erlebte das 2007 selbst, als sein Lied beim Six-Nations-Sieg Irlands gegen England angestimmt und dreimal nacheinander durchgesungen wurde.
Mit seinem Interesse für irische Geschichte und seinem Talent, lyrische Texte mit eingehenden Melodien zu verbinden, hatte Pete St. John seinen persönlichen Stil gefunden, der beim Publikum ankam. The Ferryman, Danny Farrell, The Fureyman, Bobby Sands, Michael Collins, Offaly Rose und Spirit of the Gael sind nur einige Beispiele für seine erfolgreichen Songs. Die Liste der Interpreten, die mit Songs von Pete St. John Erfolge hatten, ist ebenfalls lang. Zu ihnen gehören unter anderem The Dubliners, James Last, Die drei Tenöre, Mary Black, Celtic Thunder und Sean Dunphy.
Seine Bühnenshow An Evening with Pete St. John wurde unter anderem im Symphony Space Theatre am Broadway aufgeführt.
Pete St. John war Gründungsmitglied der Irish Music Rights Organisation (IMRO) und förderte auch im hohen Alter noch junge Künstler als deren Mentor.

## Soziales Engagement
Pete St. John, der selbst an Diabetes und später an der Parkinson-Krankheit litt, war Direktor der Beaumont Foundation, einer Stiftung, die in den USA Geld für medizinische Forschungsprojekte sammelte. Der Schwerpunkt der Forschungsarbeiten lag beim Beaumont Hospital in Dublin, in dem auch seit den 1980er Jahren das Royal College of Surgeons in Ireland untergebracht ist.
1998 widmete Pete St. John seinen Song for Omagh den Opfern eines Bombenattentats in dieser Stadt im County Tyrone, bei dem 29 Todesopfer und über 200 Verletzte zu beklagen waren. Die Einnahmen des Songs leitete er als Spende an die Opfer und ihre Hinterbliebenen weiter.
Für die Road Safety Association schrieb er den Werbesong Don't Drink and Drive.